# Pseudococcus pahanensis
Pseudococcus pahanensis är en insektsart som beskrevs av Takahashi 1951. Pseudococcus pahanensis ingår i släktet Pseudococcus och familjen ullsköldlöss. Inga underarter finns listade i Catalogue of Life.